# X-48 (航空機)
ボーイング X-48
X-48B
- 用途：実験用無人航空機
- 製造者：ボーイング
- 初飛行：2007年7月20日
- 生産数：2
- 運用状況：引退

X-48はアメリカ航空宇宙局(NASA)が試験中の無人実験機。ブレンデッドウィングボディ(BWB)を用いた全翼機であり、2007年7月20日に初飛行した。

## 概要
アメリカ航空宇宙局はマクドネル・ダグラス社と組んで1990年代よりBWB技術を用いた全翼機の研究を行っており、無人小型実験機による飛行試験も行っていた。この研究は1997年にマクドネル・ダグラス社がボーイング社に吸収合併された後はそのままボーイング社に引き継がれ、2000年にBWB-LSV (Blended Wing Body - Low Speed Vehicle)の名称で全幅10.7mの無人実験機を作ることとなった。
2001年にこの機体にX-48Aの名称が与えられ、2004年の初飛行を目指していた。しかし、2002年にはNASAにおける優先順位が変更され、X-48Aはキャンセルされた。このため、ボーイング社はイギリスのクランフィールド・アエロスペースに協力を求め、一回り小型の全幅6.4mのX-48Bを製造することとし、これにより計画は再開することとなった。

## 運用履歴
1号機は2006年よりラングレー研究所における風洞試験に用いられ、2号機を用いて飛行試験が行われた。初飛行はドライデン飛行研究センターにて2007年7月20日に行われ、31分間飛行して高度2,500メートルに達した。
X-48Bは上から見ると三角形の形状をしており、両端が垂直尾翼となっている。機体中央前部は、主翼前縁よりも前方に出ているが、BWBにより主翼とも胴体とも言えない形状となっている。機体中央後上部にジェットエンジンを3基装備している。
X-48Cは、X-48Bをベースに静寂性向上を図って改良された機体であり、エンジンを2基に減らして垂直尾翼を追加している。2009年に風洞試験が実施された。
2010年3月19日、NASAとボーイングはX-48Bの最初の飛行試験段階を無事に完了した。NASAの航空研究ミッション局のERAプロジェクトのマネージャーであるフェイ・コリアーは、テストの第1フェーズの完了について、次のようにコメントしている「このプロジェクトは大成功であった。結論：チームは、無尾翼機を低速エンベロープの端まで安全に飛行できることを証明した」。
2010年、新しいフライトコンピューターが装備された後、X-48Bは可制御性を調査するために飛行試験の新しい段階を継続することになった。同年9月X-48Bによる飛行試験の第2段階が始まった。
2012年8月7日に、X-48Cはに最初に飛行した。エンジンのヨー制御は、研究すべき1つであった。X-48Cは、2013年4月9日に30回目の飛行を行い、8か月の飛行試験プログラムを完了した。

## バリアント
X-48A最初に計画された35フィート（10.7 m）幅のバージョン。製造前にキャンセルされた。
X-48B飛行試験に使用された2機の8.5％スケール航空機。
X-48C低騒音設計をテストすることを目的としたX-48Bの修正された2エンジンバージョン。

## ギャラリー

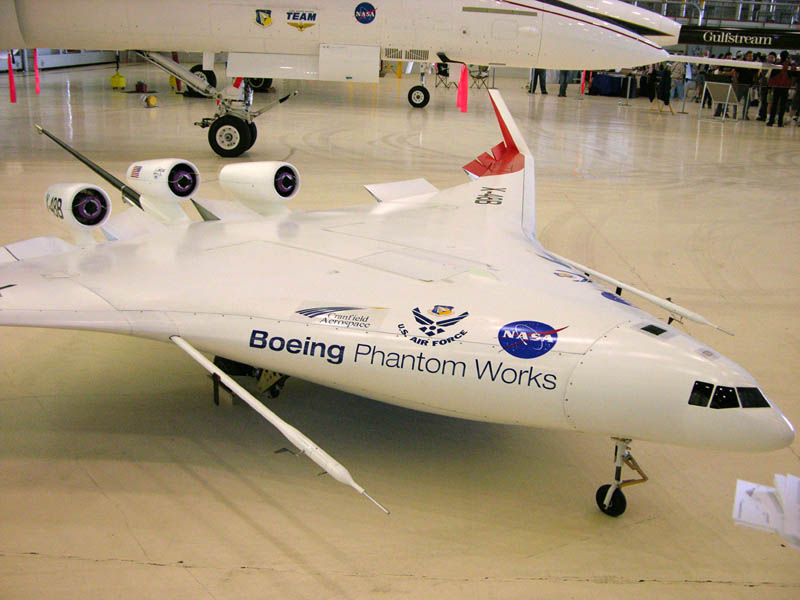
エドワーズ航空ショーの静的ディスプレイ上のX-48B（2006年）
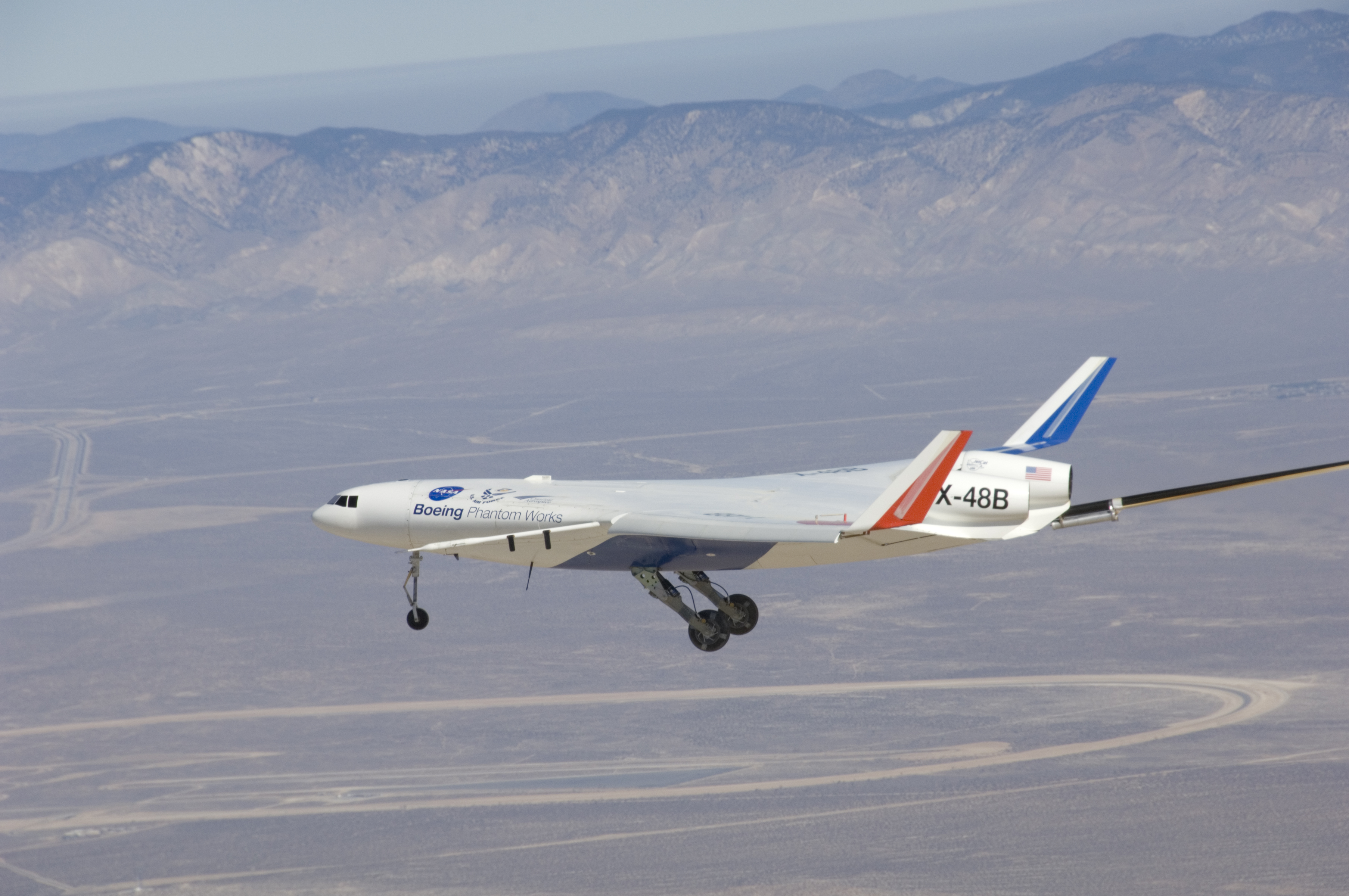
初飛行中のX-48B
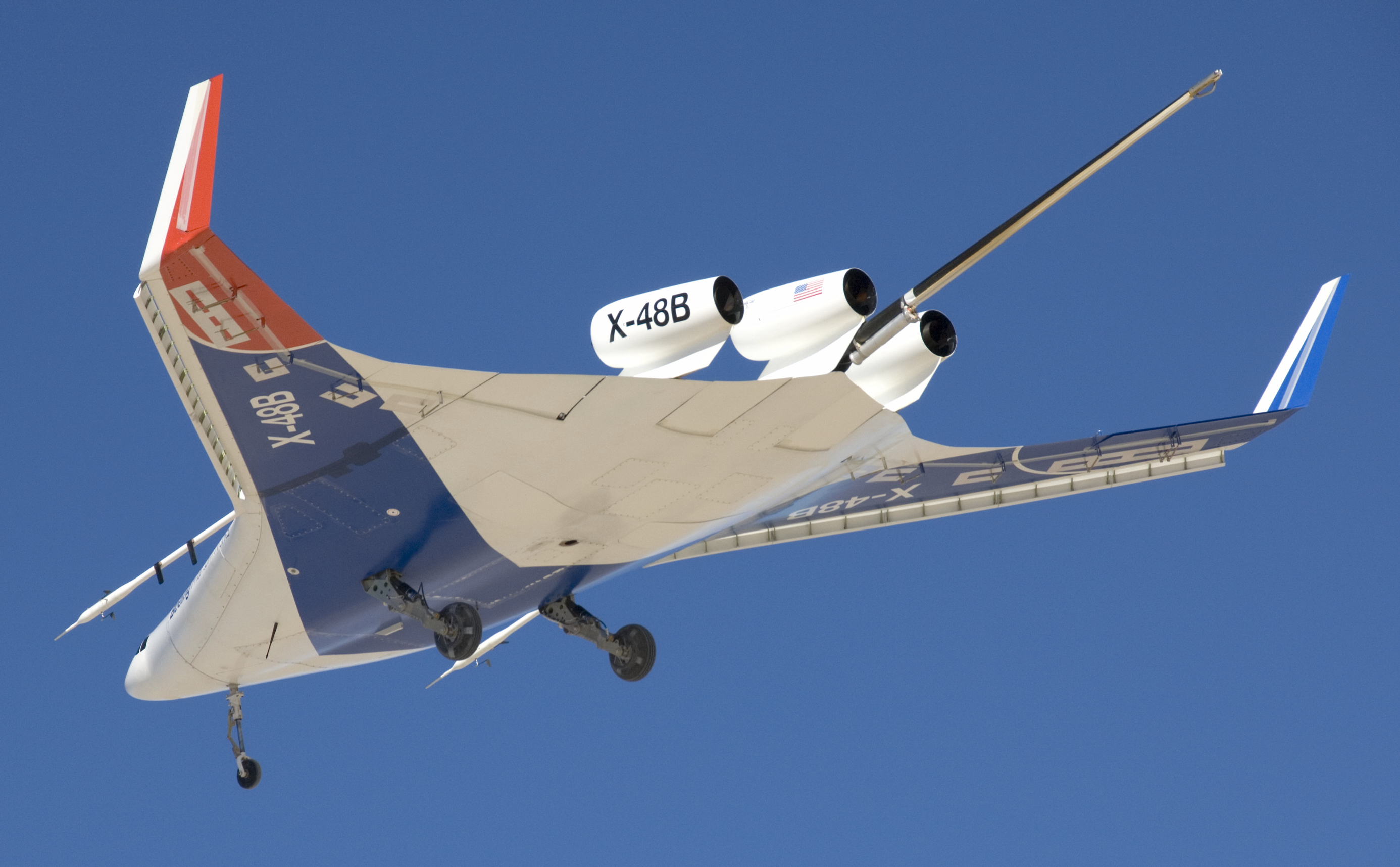
下から見た初飛行時のX-48B
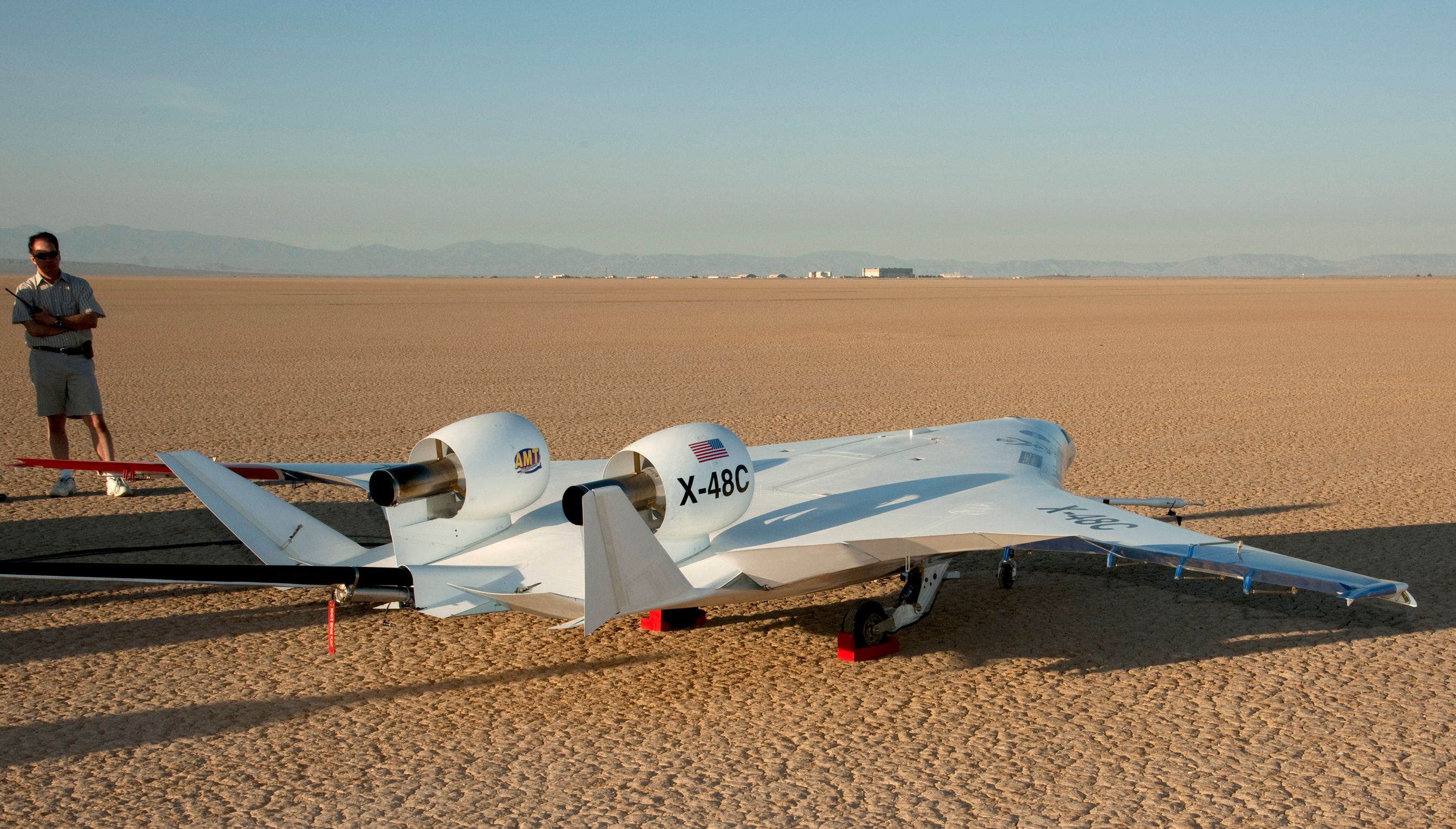
2つのエンジンと船内垂直尾翼を備えたX-48C